# 热列兹诺多罗日内市镇
热列兹诺多罗日内市镇（俄语：Железнодорожное муниципальное образование）是俄罗斯联邦伊尔库茨克州乌索利耶区所属的一个市镇。其下辖有6个居民点，行政中心为热列兹诺多罗日内。据2016年统计，该市镇的人口为2898人。